# Virginia Field
Pour les articles homonymes, voir Field.

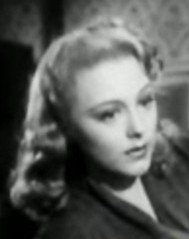
Virginia Field dans La Valse dans l'ombre (1940)

Virginia Field est une actrice anglaise, née Margareth Cynthia Field à Londres (Angleterre, Royaume-Uni) le 4 novembre 1917, morte à Palm Desert (Californie, États-Unis) le 2 janvier 1992.

## Biographie
Installée aux États-Unis, Virginia Field apparaît au cinéma de 1934 à 1965 (dans des films américains, sauf le premier, britannique), et à la télévision, dans des séries, entre 1951 et 1975.
Elle joue également au théâtre, à Broadway, dans deux pièces et une comédie musicale, dans les années 1940.
Virginia Field a été notamment mariée avec les acteurs Paul Douglas (en premières noces) et Willard Parker (en troisièmes noces).
Pour sa contribution à la télévision, une étoile lui est dédiée sur le Walk of Fame d'Hollywood Boulevard.

## Filmographie partielle

### Cinéma
- 1934 : The Primrose Path de Reginald Denham (film britannique)
- 1934 : La Veuve joyeuse (The Merry Widow) d'Ernst Lubitsch (non créditée)
- 1936 : Le Petit Lord Fauntleroy (Little Lord Fauntleroy) de John Cromwell
- 1936 : Quatre Femmes à la recherche du bonheur (Ladies in Love) d'Edward H. Griffith
- 1936 : Le Pacte (Lloyd's of London), de Henry King
- 1937 : L'Énigmatique M. Moto (Think Fast, Mr. Moto) de Norman Foster
- 1937 : Amour d'espionne (Lancer Spy) de Gregory Ratoff
- 1937 : Nuits d'Arabie (Ali Baba Goes to Town) de David Butler
- 1937 : Charlie Chan at Monte Carlo d'Eugene Forde : Evelyn Grey
- 1937 : Londres la nuit (London by Night) de Wilhelm Thiele
- 1939 : Divorcé malgré lui (Eternally Yours) de Tay Garnett
- 1939 : Capitaine Furie (Captain Fury) d'Hal Roach
- 1939 : Bridal Suite de Wilhelm Thiele
- 1939 : The Cisco Kid and the Lady (en) d'Herbert I. Leeds
- 1939 : Mr. Moto's Last Warning de Norman Foster
- 1939 : Mr. Moto Takes a Vacation de Norman Foster
- 1939 : Frères héroïques (The Sun Never Sets) de Rowland V. Lee
- 1940 : La Valse dans l'ombre (Waterloo Bridge) de Mervyn LeRoy
- 1940 : Chantez, dansez, mes belles ! (Dance, Girl, Dance) de Dorothy Arzner
- 1941 : Les Trappeurs de l'Hudson (Hudson's Bay) de Irving Pichel
- 1943 : La Boule de cristal (The Crystal Ball) d'Elliott Nugent
- 1947 : Repeat Performance d'Alfred L. Werker
- 1947 : Hollywood en folie (Variety Girl) de George Marshall
- 1947 : Rendez-vous de Noël (Christmas Eve) d'Edwin L. Marin
- 1948 : Une femme au carrefour (Dream Girl), de Mitchell Leisen
- 1949 : Un Yankee à la cour du roi Arthur (A Connecticut Yankee in King Arthur's Court) de Tay Garnett
- 1949 : John Loves Mary de David Butler
- 1950 : Les Âmes nues (Dial 1119) de Gerald Mayer
- 1951 : Les Parents apprivoisés (Week-End with Father) de Douglas Sirk
- 1951 : Eve paie sa dette (The Lady Pays Off) de Douglas Sirk
- 1953 : Le Prince de Bagdad (The Veils of Bagdad) de George Sherman
- 1957 : Rockabilly Baby de William F. Claxton
- 1965 : The Earth Dies Screaming de Terence Fisher

### Télévision
- 1956 : Le Choix de... (Screen Directors Playhouse), épisode 30 White Corridors de Ted Post
- 1958-1966 : Première série Perry Mason,  Saison 1, épisode 36 The Case of the Prodigal Parent (1958) ; Saison 4, épisode 8 The Case of the Provocative Protege (1960) ; Saison 5, épisode 6 The Case of the Meddling Medium (1961) ; Saison 6, épisode 12 The Case of the Polka-dot Pony (1962) ; Saison 7, épisode 24 The Case of the Simple Simon (1964) ; Saison 9, épisode 23 The Case of the Tsarina's Tiava (1966)
- 1961 : Le Gant de velours (The New Breed), épisode 13 I remember Murder
- 1962 : Aventures dans les îles (Adventures in Paradise), Saison 3, épisode 17 Bouchard en vacances (Policeman's Holiday) de Robert Florey
- 1966 : Le Cheval de fer (The Iron Horse), Saison 1, épisode 9 No Wedding Bells for Tony

## Théâtre (à Broadway)
- 1940-1942 : Panama Hattie, comédie musicale, musique et lyrics de Cole Porter, livret de Herbert Fields et B.G. DeSylva, avec Ethel Merman, Betsy Blair, Betty Hutton, June Allyson, Lucille Bremer, Vera-Ellen, Hal Conklin, James Dunn, Arthur Treacher
- 1942-1944 : The Doughgirls, pièce de Joseph Fields, mise en scène par George S. Kaufman
- 1948-1949 : Light up the Sky, pièce de (et mise en scène par) Moss Hart, avec Sam Levene, Barry Nelson